# آلون مايكل
آلون مايكل (بالإنجليزية: Alun Michael )‏ (و. 1943  م) هو سياسي من المملكة المتحدة، وويلز، ولد في برينغورن، هو عضوٌ في حزب العمال.

## مناصب
تولى منصب South Wales Police and Crime Commissioner ‏ (منذ 15 نوفمبر 2012)
- عضو برلمان المملكة المتحدة الـ55 (6 مايو 2010–22 أكتوبر 2012)[2]
- عضو برلمان المملكة المتحدة الـ54 (5 مايو 2005–12 أبريل 2010)[2]
- عضو برلمان المملكة المتحدة الـ53 (7 يونيو 2001–11 أبريل 2005)[2]
- First Minister of Wales [الإنجليزية]‏ (12 مايو 1999–9 فبراير 2000)
- Leader of Welsh Labour ‏ (12 مايو 1999–9 فبراير 2000)
- عضو الجمعية الوطنية الويلزية الأولى (6 مايو 1999–1 مايو 2000)
- Secretary of State for Wales [الإنجليزية]‏ (27 أكتوبر 1998–27 يوليو 1999)
- Parliamentary Under-Secretary of State for the Home Department [الإنجليزية]‏ (2 مايو 1997–27 أكتوبر 1998)
- عضو البرلمان الثاني والخمسون للمملكة المتحدة (1 مايو 1997–14 مايو 2001)[2]
- عضو البرلمان الحادي والخمسون للمملكة المتحدة (9 أبريل 1992–8 أبريل 1997)[2]
- عضو البرلمان الخمسون للمملكة المتحدة (11 يونيو 1987–16 مارس 1992)[2]
- عضو مجلس الشورى البريطاني.

## التعليم
تعلم في جامعة كيلي، في تخصص فلسفة، وأدب إنجليزي.